# 许钊
许钊（？—），男，汉族，中华人民共和国政治人物，中国国民党革命委员会中央委员会原常务委员、新疆维吾尔自治区委员会主任委员，第九、十届全国政协委员。